# Trang viên tại Białobrzezie
Trang viên tại Białobrzezie (tiếng Ba Lan: Dwór w Białobrzeziu; tiếng Đức: Schloss Rothschloss) được xây dựng tại Białobrzezie  từ năm 1553 đến năm 1560 .

## Vị trí
Trang viên nằm trên lãnh thổ Ba Lan, thuộc gmina Kondratowice (gmina là đơn vị hành chính tương đương xã), quận Strzelin, tỉnh Dolnośląskie. Trang viên nằm trên bờ phải sông Ślęza.

## Mô tả
Trang viên được xây dựng dựa trên ý tưởng của hoàng tử Piast Jerzy II Brzeski (1523-1586). Sau khi Jerzy Wilhelm ở Legnica qua đời, hoàng tử cuối cùng của dòng śląsk Piast năm 1675, trang viên được trao cho Gia tộc Habsburg, sau đó là Gia tộc Hohenzollern .
Ở cấu trúc Avant-corps (phần nhô ra mặt tiền) phần trên cùng ngôi nhà có một cửa sổ lớn hình vòm, có một vòng tròn hình ô-van khắc tên và huy hiệu của Piast, bên dưới có dòng chữ VERBVM. DOMINI. MANET. IN. AETERNUM. 1553 [Lời răn của Chúa tồn tại vĩnh cửu]. Do thiếu một mái nhà nên ngôi nhà cấu trúc rất yếu. Ngày nay có hàng rào vây quanh vì nhà đang có nguy cơ sụp đổ. Trang viên được bao quanh bởi một công viên bị lãng quên với diện tích khoảng 3,7 ha, trong đó có ba chiếc cây có tên khoa học là Platanus × acerifolia , là những cây lớn nhất trong công viên, có chu vi thân cây khoảng 5 m. Ngoài ra còn có hai cây phong Na Uy  với chu vi khoảng 4 m. Trong công viên còn có cây Kẹn, Populus nigra, cây Đoạn, cây Cử, cây Sơn tra và cây Robinia. Dây thường xuân bám vào cây và bức tường của công viên.